# Tomi Ameobi
Oluwatomiwo "Tomi" Ameobi (n.  el 16 de agosto de 1988) es un futbolista profesional  inglés de ascendencia nigeriana  que actualmente juega para el club canadiense FC Edmonton.

## Carrera

### Leeds United
La temporada 2007–08 fue la primera de Ameobi en el primer equipo del Leeds United. Antes de ello había sido parte de la reserva del equipo, el cual finalizó sexto en la Division One Central de la Central League durante la temporada 2006–07. Ameobi firmó su primer contrato profesional con el Leeds United el 8 de agosto de  2007. La temporada con el equipo de reserva había finalizado el 8 de mayo, pero tuvo que esperar tres meses para llegar a un acuerdo con el club pues el equipo había sufrido un embargo para poder hacer sus transferencias. Hizo su primera aparición official en la pretemporada en la victoria del Leeds United 2–0 sobre el Guiseley de la Northern Premier League, jugado el 6 de agosto. Ameobi inició el encuentro, que fue el primero de la pretemporada, siendo reemplazado en el minuto 75. Ameobi debutó en la Copa de Liga el 28 de agosto contra él Portsmouth. En noviembre de dicho año fue dado en préstamo al Scunthorpe United de la League One, jugando nueve partido sin meter gol alguno.

### Doncaster Rovers
Ameobi retornó al Leeds antes de ser vendido al Doncaster el 22 de julio de 2008. El 24 de septiembre fue prestado al Grimsby Town de la Conference National. Luego retornó al Doncaster tras sólo dos apariciones, pues no llamó la atención del nuevo técnico Mike Newell.  Ameobi se fue nuevamente en préstamo, esta vez al el Mansfield Town de la Conference National, ello en enero de 2009. Al mes siguiente retornó al Doncaster, habiendo jugado cinco partidos para el Mansfield, pero se liberó de su contrato el 7 de mayo.

### Forest Green Rovers
En septiembre de 2009 Ameobi firmó para el Forest Green Rovers. Anotó su primer gol en la victoria de visita por 3 a 2 sobre el Hayes & Yeading en enero de 2010 y  en ese mismo mes jugó en la tercera ronda de la Temporada 2009-10 de la FA Cup contra el Notts County. Al final de la temporada fue liberado por el club después de haber jugado 28 partidos de liga y haber anotado en 5 ocasiones.

### Whitley Bay
En julio de 2010 se anunció que Ameobi estaría a prueba con el Whitley Bay. Luego de haber pasado las pruebas firmó un contrato con el equipo al haber causado una buena impresión en los amistosos de la pretemporada. El 4 de septiembre de 2010 destacó en el empate 2-2 de visita ante el Billingham Synthonia ingresando al campo en el segundo tiempo desde la banca.

### BÍ/Bolungarvík
El 14 de mayo de 2011, Ameobi jugó su primer partido en la Segunda División de Islandia. Ameobi anotó en sus primeros dos partidos, primero en la derrota 1-2 frente al Torfnesvöllur, y luego en la victoria por 2 a 1 sobre el Haukar.

### Vaasan Palloseura
El 12 de abril de 2013, Ameobi firmó un contrato de 1 año más 1 años con el club Finlandés Vaasan Palloseura de la Primera División.

### FC Edmonton
Luego, el 31 de marzo de 2014 firmó un contrato con el FC Edmonton de la NASL. Anotó un gol en su debut en el empate 1-1 con el Tampa Bay Rowdies.

## Clubes
| Club                         | País       | Año         |
| ---------------------------- | ---------- | ----------- |
| Leeds United                 | Inglaterra | 2007 - 2008 |
| Scunthorpe United (préstamo) | Inglaterra | 2007 - 2008 |
| Doncaster Rovers             | Inglaterra | 2008 - 2009 |
| Grimsby Town (préstamo)      | Inglaterra | 2008        |
| Mansfield Town (préstamo)    | Inglaterra | 2009        |
| Forest Green Rovers          | Inglaterra | 2009 - 2010 |
| Whitley Bay                  | Inglaterra | 2010 - 2011 |
| BÍ/Bolungarvík               | Islandia   | 2011 - 2012 |
| UG Grindavík                 | Islandia   | 2012 - 2013 |
| Vaasan Palloseura            | Finlandia  | 2013        |
| FC Edmonton                  | Canadá     | 2014        |

## Vida personal
Ameobi es el hermano menor del jugador del Newcastle United Shola Ameobi y mayor del también delantero del Newcastle Sammy Ameobi.
Ameobi nació en Newcastle, Tyne and Wear.